# 2005 en numismatique
Chronologie de la numismatique
- 2004 en numismatique - 2005 en numismatique - 2006 en numismatique

Cet article présente les faits marquants de l'année 2005 en numismatique.

## Principaux événements numismatiques de l'année 2005

### Par dates

#### Janvier
- 31 janvier 2005 : 
  -  États-Unis : émission de la pièce de Californie de la série de 1/4 de dollar des 50 États.

#### Avril
- 4 avril 2005 : 
  -  États-Unis : émission de la pièce du Minnesota de la série de 1/4 de dollar des 50 États.

#### Juin
- juin 2005 (date à préciser) : 
  -   Vatican : émission d'une nouvelle série de pièces en euros, la deuxième depuis 1999 et la première à porter les symboles du cardinal camerlingue, à la suite du décès du pape Jean-Paul II le 2 avril 2005. Les pièces à l'effigie du nouveau pape, Benoît XVI, élu le 19 avril 2005, seront émises à partir du 1er janvier 2006. Cette série sera la seule série complète à arborer les symboles du cardinal camerlingue à la suite d'une décision prise par la Banque centrale européenne en 2009.
- 6 juin 2005 : 
  -  États-Unis : émission de la pièce de l'Oregon de la série de 1/4 de dollar des 50 États.

#### Juillet
- 1er juillet 2005 :
  -  Roumanie : réévaluation du leu : 1 nouveau leu (RON) = 10 000 anciens lei (ROL).

#### Août
- 29 août 2005 : 
  -  États-Unis : émission de la pièce du Kansas de la série de 1/4 de dollar des 50 États.

#### Octobre
- 14 octobre 2005 :
  -   Chypre : Lancement du concours pour les faces nationales des pièces en euro de Chypre.
  -  États-Unis : émission de la pièce de Virginie-Occidentale de la série de 1/4 de dollar des 50 États.

#### Année
- Europa Star 2005
- Liste des pièces de collection françaises en euro (2005)